# HMS Eagle (1918)
HMS Eagle byla letadlová loď britské Royal Navy, která bojovala v prvních letech druhé světové války. Za války operovala především v oblasti Středomoří. Byla to v pořadí třetí postavená letadlová loď britského královského námořnictva (po lodích Furious a Argus). Eagle byla čtrnáctou lodí Royal Navy svého jména. Loď za druhé světové války potopila německá ponorka.

## Vývoj

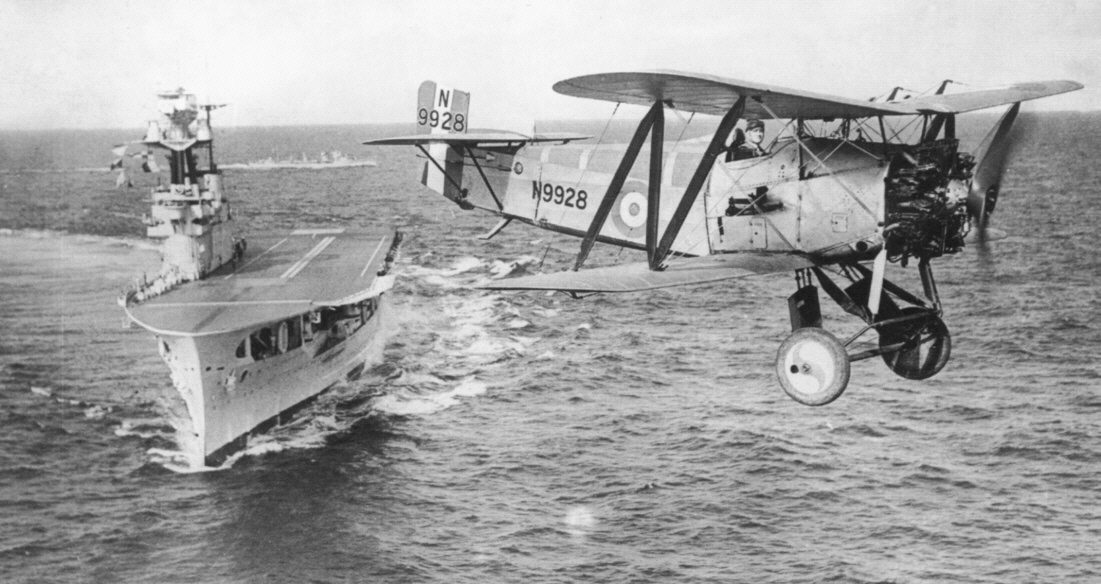
Eagle se stíhačkou Flycatcher

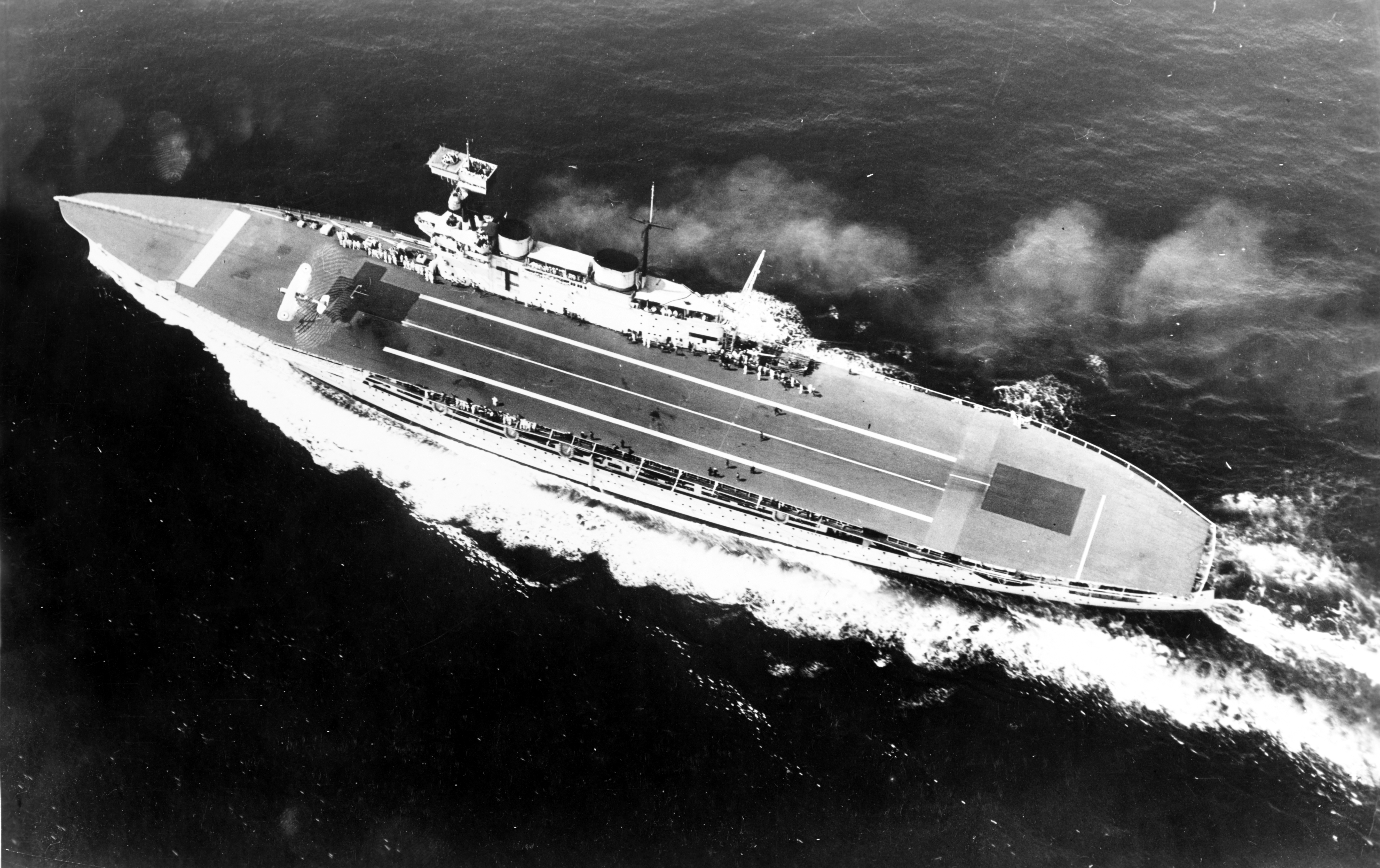
Eagle v roce 1931

Původně se jednalo o chilskou vládou objednanou bitevní loď Almirante Cochrane, jejíž stavba byla zadána v roce 1911 (její sesterská Almirante Latorre byla dokončena jako HMS Canada). Její kýl byl založen 20. února 1913 v loděnici Armstrong v Newcastle-on-Tyne. Stavba lodi byla po vypuknutí první světové války přerušena a britské námořnictvo ji chtělo do svého stavu zařadit jako bitevní loď HMS India. V roce 1917 ale byla předána britskému námořnictvu a bylo rozhodnuto o její přestavbě na letadlovou loď s náklady 1,3 milionu liber.
Původně se uvažovalo, že bude řešena jako nosič hydroplánů, který je bude jeřáby spouštět na mořskou hladinu. Po zkušenostech s již existujícími loděmi této koncepce bylo rozhodnuto koncepci lodi změnit na plnohodnotný nosič s letovou palubou po celé délce lodi a nástavbami soustředěnými do ostrůvku na jejím okraji. Jednopatrový hangár byl s letovou palubou spojen dvěma výtahy.
Loď byla na vodu spuštěna 8. června 1918, ale stavba se opozdila a na konci války byla loď stále nedokončena. V roce 1921 byla stavba téměř dokončena, ale zcela hotova byla nakonec až 20. února 1924.

## Operační služba

### Meziválečná doba
Po vstupu lodi do služby z její paluby operovaly stíhací letouny Fairey Flycatcher, průzkumné letouny Blackburn Blackburn či torpédové bombardéry Blackburn Dart. V letech 1931–1932 byla loď modernizována a změnila se i její výzbroj. Leteckou výzbroj pak tvořilo 12 kusů průzkumných letounů Fairey III a devět kusů bombardéru Hawker Osprey. V roce 1937 byla lehká protiletadlová výzbroj zesílena na šestnáct 40mm kanónů a šestnáct 12,7mm kulometů a letecký park tvořilo 18 torpédových bombardérů Fairey Swordfish.

### Druhá světová válka

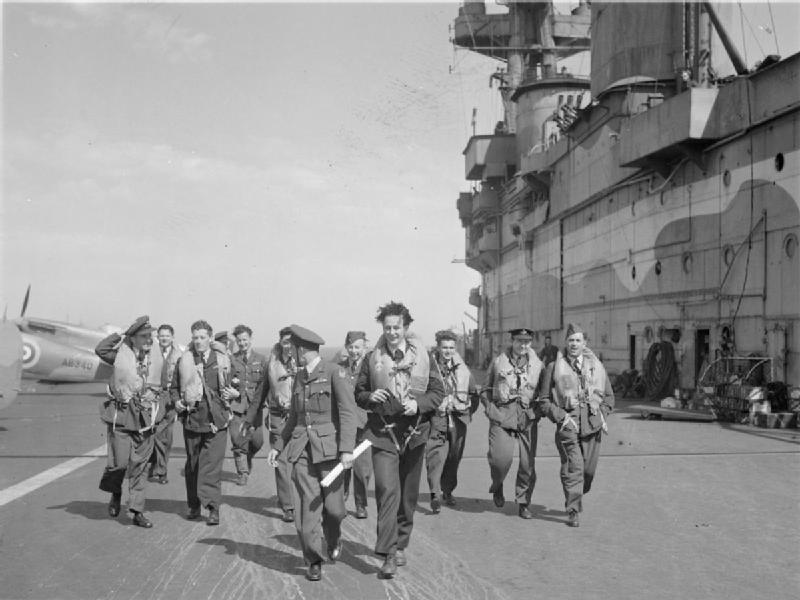
Eagle ve Středomoří za druhé světové války

V době vypuknutí druhé světové války byl Eagle v Singapuru. Nesl v té době celkem 18 strojů Fairey Swordfish. Jejím prvním bojovým nasazením byla účast na pátrání po německém těžkém křižníku Admiral Graf Spee. V roce 1940 nejprve operovala v Indickém oceánu a v březnu téhož roku ji poškodila exploze. Po opravě v květnu 1940 odplula do východního Středomoří, kde se v Alexandrii připojila k bitevním lodím HMS Malaya, HMS Ramillies, HMS Royal Sovereign a HMS Warspite.
Torpédové Swordfishe z Eagle provedly 5. července 1940 nálet na Tobruk, kde se jim podařilo potopit italský torpédoborec a dvě obchodní lodi. O dva týdny později, 20. července, potopily v Tobruku další dva italské torpédoborce. Také se 9. července účastnila bitvy u Punta Stilo.
Dne 22. srpna 1940 letadla z Eagle potopila v zálivu Bomba italskou ponorku a depotní loď. V září 1940 společně s Illustrious podporovala britský útok na Rhodos. V polovině září byl Eagle součástí eskorty maltského konvoje MB-6. Byla poškozena a její letouny, startující z Illustrious, se 11. listopadu 1940 podílely na útoku na Taranto (Operace Judgement). Dne 26. listopadu letadla z Eaglu napadla Tripolis.
V březnu 1941 se Eagle přesunul do afrického Freetownu, kde zůstala až do října téhož roku. Její letouny mezitím napadly italské lodě v přístavu Massawa, v dnešní Eritreji.
Poté se Eagle vrátil do Británie k opravám a modernizaci (byl poškozen při požáru hangáru) a ke středomořské flotile se opět připojil v lednu 1942. Během modernizace bylo místo kulometů přidáno dalších dvanáct 20mm kanónů a radary typů 290 a 285. Loď především dopravovala stíhací letouny pro obranu Malty a to v únoru, květnu a dvakrát v červnu 1942. Mezi 12. až 16. červnem 1942 se uskutečnila Operace Harpoon, během které letouny z Eaglu doprovázely britský konvoj na Maltu.

### Potopení

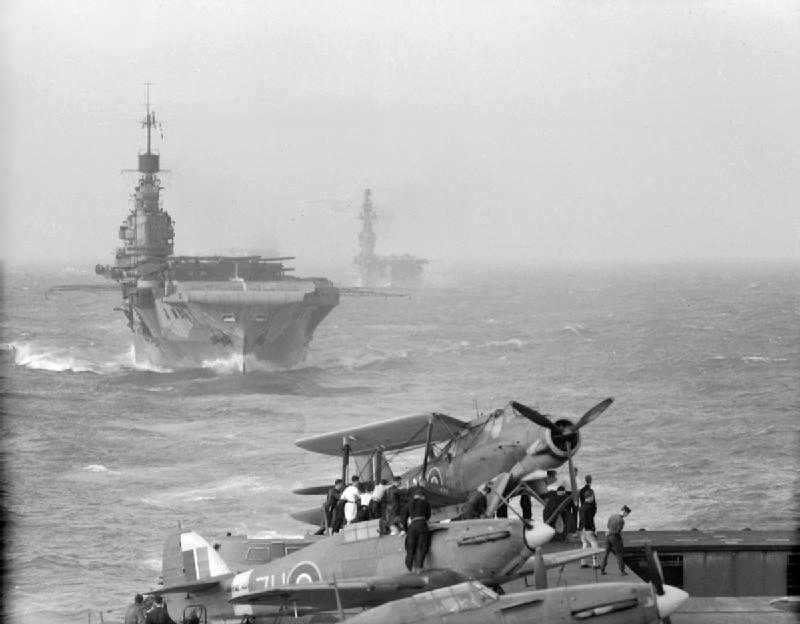
Operace Pedestal, britské letadlové lodě. Fotografováno z HMS Victorious, vlevo HMS Indomitable a za ní Eagle.

Poslední akcí Eaglu byla v srpnu 1942 ochrana britského konvoje na Maltu vyslaného v rámci operace Pedestal. Časně ráno 11. srpna 1942 loď zasáhla u Alžíru čtyři torpéda, vystřelená z německé ponorky U-73, které velel Helmut Rosenbaum. Loď se potopila 70 mil od mysu Salinas. Většina posádky přežila. Celkem 927 mužů z moře vylovila eskorta a 160 jich zahynulo.